# شيفرة دورابيلا

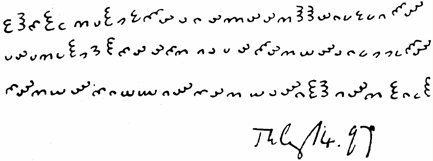
شيفرة دورابيلا

شيفرة دورابيلا  هي رسالة تضم 87 حرفاً موزعين على ثلاثة أسطر كتبها الملحن البريطاني إدوارد إلغار إلى إحدى قريباته دورا بيني. وحتى الآن، لم يتم فك شفيرة هذه الرسالة.